# Jonas Odell
Jonas Fredrik Odell, född 10 november 1962, är en svensk filmregissör och animatör. Odell är en musikvideo- och kortfilmregissör som grundade företaget Filmtecknarna. Han är känd för att blanda dokumentärt material och tecknad film. Filmen Aldrig som första gången! vann Guldbjörnen för bästa kortfilm på filmfestivalen i Berlin 2006. Odell har gjort musikvideor för bland andra Erasure, Franz Ferdinand, Goldfrapp och U2. 

## Kortfilmer i urval
- Dagen bräcks (1986)
- Exit (1990)
- Alice i Plasmalandet (1993)
- Här är karusellen (1994)
- Otto (1998)
- Släkt & vänner (2002)
- Aldrig som första gången! (2006)
- Lögner (2008)
- Tussilago (2010)
- Jag var en vinnare (2016)